# Pylíon
Pylíon är en ort i Grekland.   Den ligger i prefekturen Nomós Dodekanísou och regionen Sydegeiska öarna, i den sydöstra delen av landet, 300 km öster om huvudstaden Aten. Pylíon ligger 68 meter över havet och antalet invånare är 2 430. Den ligger på ön Kos.
Terrängen runt Pylíon är platt åt nordväst, men åt sydost är den kuperad. Havet är nära Pylíon norrut.  Närmaste större samhälle är Kos, 12,4 km öster om Pylíon. 